# Gent (huyện)
Huyện Gent (tiếng Hà Lan: Arrondissement Gent; tiếng Pháp: Arrondissement de Gand) is the largest of the six huyện hành chính ở tỉnh Đông Flanders,  Bỉ. Huyện này vừa là huyện hành chính và huyện tư pháp. Tuy nhiên,  huyện tư pháp Gent cũng bao gồm các đô thị của huyện Eeklo.

## Lịch sử
Huyện Gent được thành lập năm 1800 thành huyện đầu tiên ở tỉnh Escaut (tiếng Hà Lan: Departement Schelde). Ban đầu huyện này bao gồm các tổng Deinze,  Eeklo,  Evergem,  Gent,  Kruishoutem,  Lochristi,  Nazareth,  Nevele,  Oosterzele,  Waarschoot và Zomergem. Vào năm 1803,  the canton of Eeklo đã được sáp nhập với huyện Sas-van-Gent to form the huyện Eeklo. Tổng Kruishoutem đã được chuyển sang cho huyện Oudenaarde vào năm 1818.
Vào năm 1921, Một số khu vực của Laarne và Kalken (ở huyện Dendermonde) được chuyển vào huyện để tạo thành đô thị mới Beervelde. Parts of Kluizen,  Ertvelde và Zelzate đã được nhập vào huyện này năm 1927 từ huyện Eeklo. Vào năm 1977,  đô thị Ertvelde huyện Eeklo đã được sáp nhập vào Evergem. 

## Các đô thị
Huyện hành chính Gent bao gồm các xã sau:
| - Aalter - Deinze - De Pinte - Destelbergen - Evergem - Gavere - Gent | - Knesselare - Lochristi - Lovendegem - Melle - Merelbeke - Moerbeke - Nazareth | - Nevele - Oosterzele - Sint-Martens-Latem - Waarschoot - Wachtebeke - Zomergem - Zulte |